# Alger, Algeriet
Alger (arabiska: الجزائر, al-Jazā’ir; algerisk arabiska: Dzayer [dzæjer]; franska: Alger [ɑlʒe]) är huvudstad och den största staden i Algeriet. Alger är samtidigt huvudort för en av landets provinser, med samma namn som staden. Den sammanhängande bebyggelsen berör områden i 44 av provinsens kommuner, och beräknades ha cirka 2,7 miljoner invånare 2018. Staden ligger vid Algerbukten på medelhavskusten och är Algeriets kulturella och ekonomiska centrum.

## Historia
Alger grundades av fenicierna och var under romersk tid känd som Icosium. Den moderna staden grundades av araber 935, och var en viktig bas för sjörövare från 1500-talet och framåt. Staden tillhörde under en tid på 1500-talet Spanien och kom i osmanska händer på 1700-talet. Frankrike erövrade staden 1830, vilket inledde koloniseringen av Algeriet. När de allierade den 8 november 1942 hade intagit Alger, var staden säte för Charles de Gaulles provisoriska franska regering under den tyska ockupationen av Frankrike. Alger blev huvudstad i Algeriet efter landets självständighet 1962.

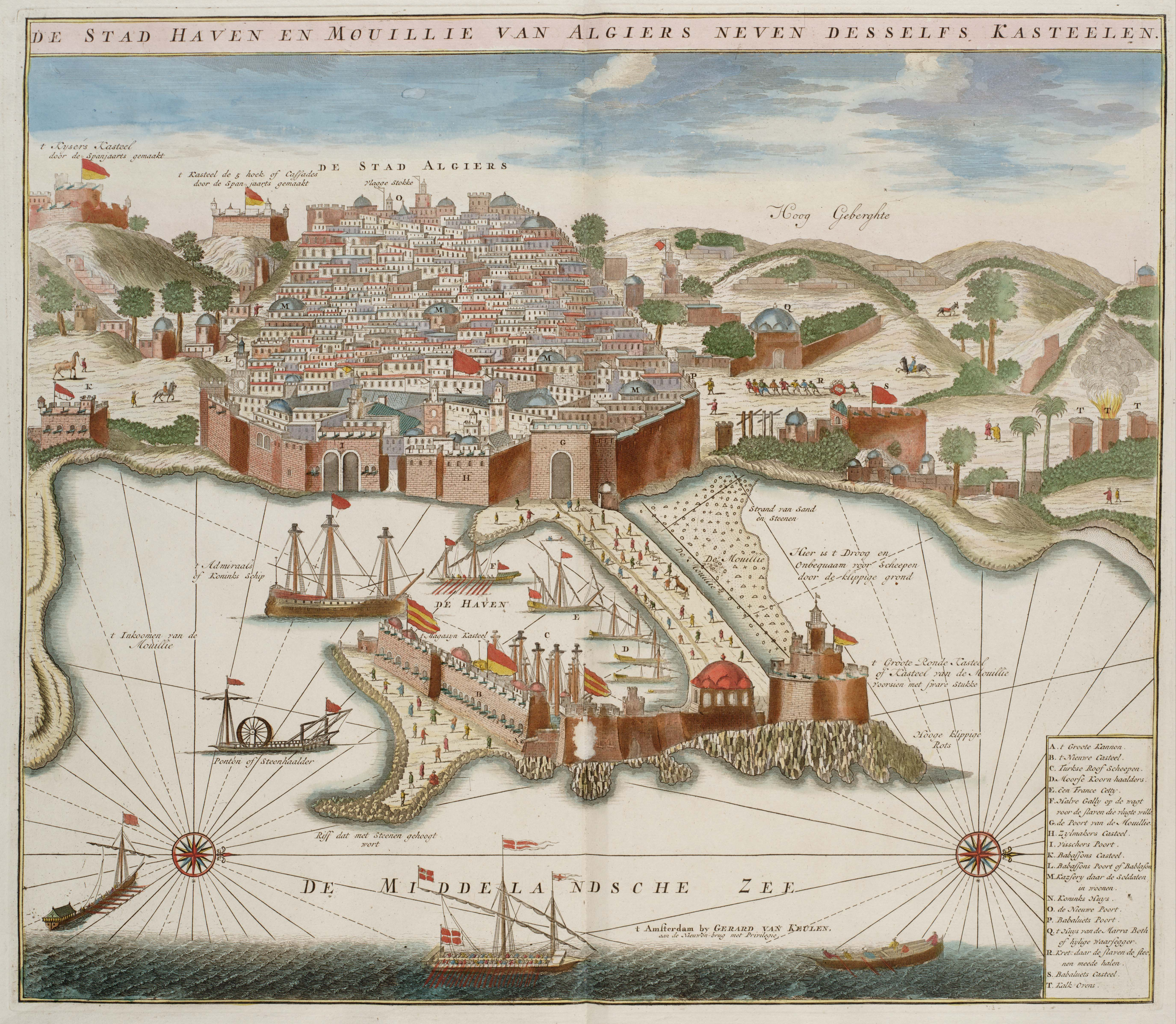
Alger, cirka 1690.

## Kultur
I den arabiska stadsdelen av Alger ligger dess kasbah, som är uppförd på Unescos lista över världens kultur- och naturarv. Där ligger även flera moskéer, varav den äldsta, Djama el Kebir, troligen är från 1000-talet. I den tidigare europeiska stadsdelen ligger universitetet, det arkeologiska museet och en botanisk trädgård. Staden har flera museer, bland annat ett historiskt och ett naturhistoriskt, ett jihad-museum (från självständighetskampen) och ett folkmuseum.

## Näringsliv
Algers hamn är den största i Algeriet, och är en viktig bunkringshamn samt utförselsplats för vin, frukt och grönsaker. Fiske och turism är viktiga näringar, vid sidan av cementproduktion, maskin- och metallindustri och kemisk industri. I Dar El Beïda ligger en internationell flygplats.

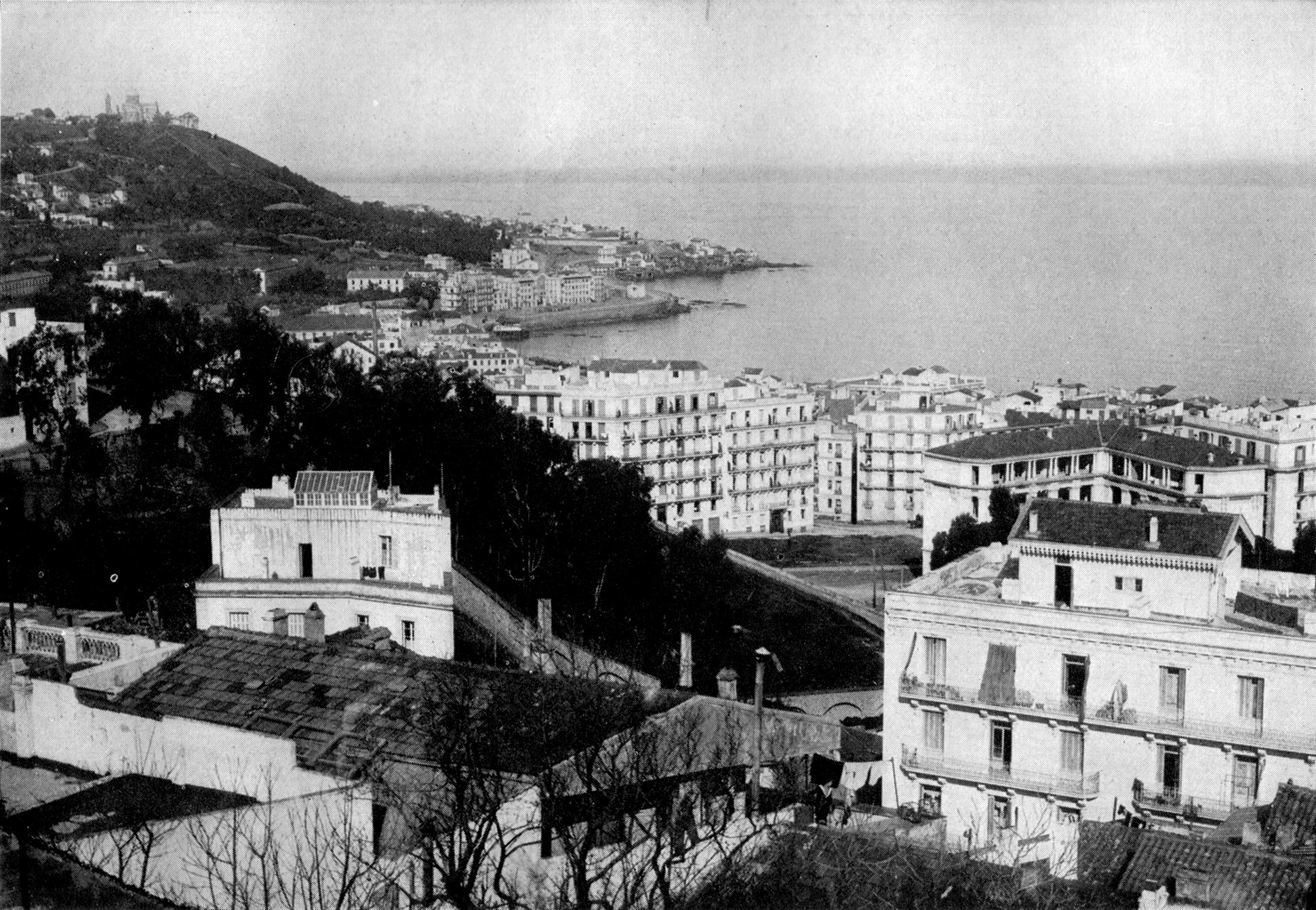
Vy över Algers hamn, 1921.